# NGC 3690A
NGC 3690A (другие обозначения — UGC 6472, IRAS11257+5850, MCG 10-17-2, ZWG 291.73, MK 171, VV 118, KCPG 288A, ARP 299, PGC 35326) — галактика в созвездии Большая Медведица, которая находится на расстоянии около 140 миллионов световых лет от Солнца.
Этот объект не входит в число перечисленных в оригинальной редакции «Нового общего каталога» и был добавлен позднее.

## Характеристики

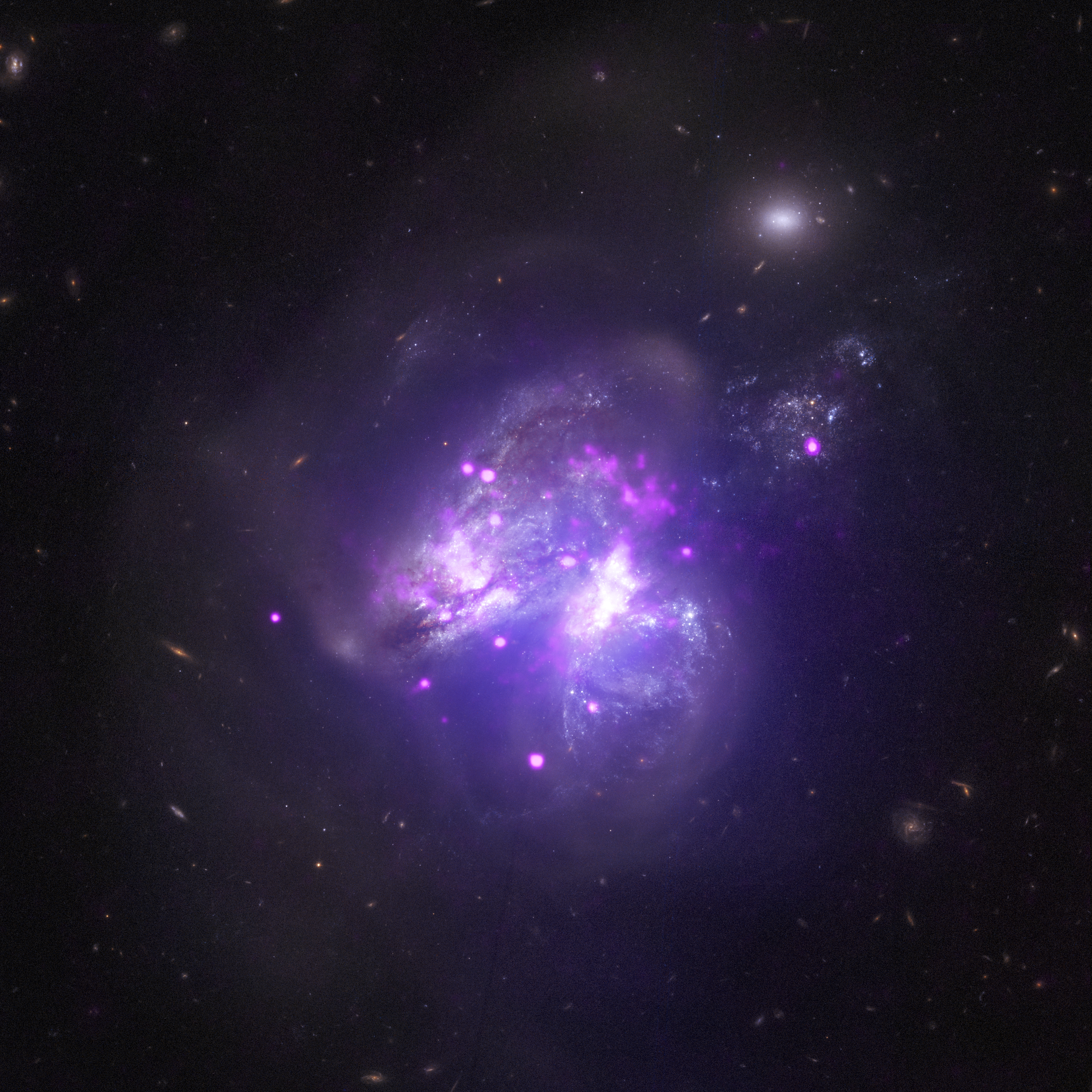
NGC 3690A и NGC 3690B, видимые в рентгеновском и видимом диапазонах.

NGC 3690A находится в процессе столкновения с другой спиральной галактикой — NGC 3690B. В атласе пекулярных галактик Хэлтона Арпа они имеют обозначение ARP 299. Подобные сталкивающиеся галактики представляют большой интерес для учёных. Как известно, наша галактика Млечный Путь и Галактика Андромеды столкнутся через 4 миллиарда лет. Поэтому на примере таких объектов, как ARP 299, мы можем приблизительно представить, как будет происходить это катастрофическое событие. В NGC 3690A и NGC 3690B наблюдается активное звездообразование. С помощью космического телескопа Чандра удалось обнаружить 25 ярких источников рентгеновского излучения. Четырнадцать из них являются такими мощными рентгеновскими источниками, что астрономы назвали их как «ультраяркие рентгеновские источники» (англ. Ultraluminous X-ray source, ULXs). Все они расположены в регионах звездообразования. Скорее всего, данные ULXs — это двойные системы, один из компонентов которой является нейтронной звездой или чёрной дырой. Второй компонент представляет собой массивную звезду (массивнее нашего Солнца), вещество которой перетекает на нейтронную звезду/чёрную дыру. В результате происходят мощные вспышки, которые хорошо видны в рентгеновском диапазоне.